# Choi Young-jin
Choi Young-jin (* 29. März 1948 in Seoul, Südkorea) ist ein südkoreanischer Diplomat. Er war ab Oktober 2007 spezieller Repräsentant der UNO in der Elfenbeinküste und leitete die Operation der Vereinten Nationen an der Elfenbeinküste (ONUCI). Im März 2012 wurde er zum Botschafter seines Landes in den Vereinigten Staaten ernannt. Von 2005 bis 2007 war Choi der permanente Vertreter Südkoreas bei den Vereinten Nationen.